# Bašovce
Bašovce es un municipio del distrito de Piešťany en la región de Trnava, Eslovaquia, con una población estimada a final del año 2024 de 336 habitantes.
Se encuentra ubicado en el centro-este de la región, cerca del río Váh (cuenca hidrográfica del Danubio) y de la región de Nitra.

## Demografía
| Año        | 1994 | 2004    | 2014    | 2024    |
| ---------- | ---- | ------- | ------- | ------- |
| Población  | 365  | 348     | 346     | 336     |
| Diferencia |      | −4,65 % | −0,57 % | −2,89 % |

| Año        | 2023 | 2024    |
| ---------- | ---- | ------- |
| Población  | 331  | 336     |
| Diferencia |      | +1,51 % |